# Abelardo Montalvo
Abelardo Montalvo, ekvadorski politik, * 1876, † 1950.
Montalvo je bil predsednik Ekvadorja od 20. oktobra 1933 do 31. avgusta1934.